# Карнауба восак
Карнауба восак је врста биљног воска који је добио назив по томе што се добија из карнауба-палме која расте у Бразилу.

## Својства
Карнауба восак је чврста супстанца, велике тврдоће и високе тачке топљења. Тачка топљења му износи од 355 до 357°K, сапонификациони број 74-84, киселински број 6-8, а јодни број 9-13. Затвореномрке је боје. Има пријатан, цветни мирис.

## Састав
Више од половине (54%) овог воска чини несапонификовани део, а остатак чине естар церотинске киселине и мирицил-алкохола, од киселина: карнауба, церотинска и мелисинска киселина, као и трагови угљоводоника тачке топљења 333 К.

## Значај
Употребљава се за израду емулзија за прављење средстава за чишћење.